# ني باركس
ني باركس (بالإنجليزية: Nii Parkes)‏ (1 أبريل 1974 في المملكة المتحدة)؛ كاتِب مُتخصِّص في أدب الأطفال، شاعر، صحفي وروائي بريطاني.